# Nereimyra longicornis
Nereimyra longicornis är en ringmaskart som först beskrevs av Michael Sars 1862.  Nereimyra longicornis ingår i släktet Nereimyra och familjen Hesionidae. Inga underarter finns listade i Catalogue of Life.